# Bárbara Maix
Maria Bárbara da Santíssima Trindade ICM, nascida Bárbara Maix (Viena, 27 de junho de 1818 — Rio de Janeiro, 17 de março de 1873), foi uma religiosa austríaca fundadora da Congregação das Irmãs do Imaculado Coração de Maria. Foi beatificada no dia 6 de novembro de 2010 no Ginásio Gigantinho, em Porto Alegre.

## Biografia

### Família
Bárbara nasceu em Viena, filha de Joseph Maix e Rosália Mauritz. Seu pai era camareiro do Imperador Francisco Carlos da Áustria no Palácio de Schönbrunn, mas sua família vivia em uma situação econômica bastante precária. A desnutrição ocasionou a morte de vários filhos do casal.
Quando completou quinze anos de vida, Bárbara já estava órfã de pai e mãe. As cinco irmãs perderam inclusive a casa em que viviam. Enfrentando a vida praticamente sozinha, fez curso de modista, habilitando-se a ensinar corte e costura, bordado e artes femininas. Passava horas inteiras em oração na Igreja de Nossa Senhora da Escada, onde, à luz da pregação dos padres redentoristas, percebeu a necessidade de se empenhar na solução dos graves problemas sociais de Viena. A jovem Bárbara pensou em fundar uma congregação religiosa dedicada ao Imaculado Coração de Maria, e em 1843 abriu uma pensão destinada a acolher moças desempregadas. Bárbara conseguiu reunir mais 17 jovens, que eram guiadas sob a orientação espiritual e apoio do padre redentorista João Nepomuceno Pöckl.

### Vinda ao Brasil
Em 1848 ocorria a revolução liberal em Viena, perseguindo a Igreja Católica e diversas congregações religiosas. Bárbara e suas companheiras, que já contavam com 21, foram obrigadas a abandonar sua residência e forçadas pelas circunstâncias, decidiram ir para a América do Norte. Enquanto aguardavam, no porto de Hamburgo, aportou um barco com destino ao Brasil, e entendeu Bárbara ser esta a vontade de Deus. Decidiu partir, e acompanhou-as o Pe. Pöckl, que também tencionava fundar a Congregação das Irmãs do Imaculado Coração de Maria, e mais dois jovens da família Hamberger.
Chegaram ao Brasil, na cidade do Rio de Janeiro em 9 de novembro de 1848, sem dinheiro, sem conhecimento de ninguém, sem saber o idioma, com fome, mas cheias de confiança no auxílio divino e na proteção da Virgem Maria. A pedido de Dom Manuel do Monte Rodrigues de Araújo, Bispo do Rio de Janeiro, foram acolhidas pelas Irmãs Concepcionistas, por seis meses. Particularmente, preparavam-se para o dia da vestição religiosa, que ficou marcada para o dia 8 de maio de 1849. Emitiram os votos religiosos e ficou ereta, juridicamente, a Congregação do Imaculado Coração de Maria, já com 22 membros. Madre Bárbara recebeu o nome religioso de Madre Maria Bárbara da Santíssima Trindade.
Bárbara sentia-se comprometida com os pobres e necessitados. Acolhiam mulheres que procuravam asilo, dedicavam-se à educação das jovens mais abandonadas e cuidavam dos doentes. As primeiras experiências de trabalho pastoral junto ao povo foram nos colégios, e ocorreram em circunstâncias adversas para a Congregação, pois eram pobres, não tinham casa própria, experimentavam muitas privações e insegurança.
Na altura a carência no Brasil era grande e Madre Bárbara estava sempre aberta a acolher os necessitados. Assim, devido ao problema da orfandade no Brasil, que ia se agravando em consequência das epidemias e da Guerra do Paraguai, Madre Bárbara passou a prestar serviço em diversos Asilos do Império: em Niterói, Pelotas e em Porto Alegre. As Irmãs cuidavam também dos empestados e vítimas a guerra.
Começaram por ser solicitadas para assumir em Niterói um orfanato, em 1854, que se chamou Asilo Santa Leopoldina, em homenagem à mãe do imperador.
Foram grandes e incontáveis os sofrimentos da Fundadora, pois a maçonaria infiltrada na direção da obra, criou muitos problemas, dividindo inclusive a comunidade. Lutas e contradições, dificuldades de toda espécie foram, aos poucos, consolidando e definindo posições das Irmãs com relação à Fundadora. Um grupo de Irmãs do Asilo de Pelotas, influenciado e apoiado pela Diretoria, separou-se da Congregação.
Em Porto Alegre, foram chamadas para dirigir um Recolhimento, que costumava acolher recém-nascidos abandonados na “Roda”, isto é, crianças nascidas fora do casamento, deixadas num nicho giratório da Santa Casa.
Aí, alegando que os seus métodos eram muito rígidas, que a Priora Geral extrapolava suas funções, algumas religiosas influenciadas pelo espírito anticlerical da época apresentaram acusações contra a Fundadora a Dom Sebastião Dias Laranjeira, Bispo do Rio Grande do Sul, o que ocasionou a visita canônica ao Asilo Providência, feita em dezembro de 1870, onde residia Madre Bárbara, para nomear uma nova superiora local e mestra de noviças, sem sequer a consultar. Houve até um movimento para expulsá-la da Congregação. Críticas infundadas e calúnias que a difamaram mas que a fez sofrer muito. Na sua simplicidade e humildade, aceitou mais essa provação e deixou a cidade de Porto Alegre. Nas suas cartas ofereceu a todas o seu perdão.
A boa fama da Congregação se espalhava pelo Brasil, e as pessoas se encantavam com a afabilidade e a simplicidade daquelas irmãs, já que se conhecia apenas religiosas enclausuradas.
Para fazer face às demandas, muitas jovens foram admitidas. O espírito anticlerical de muitas instituições filantrópicas, dominadas pela maçonaria, fez com que problemas internos surgissem em várias comunidades. Alegavam que as Constituições eram muito rígidas e que a Priora Geral extrapolava suas funções.
Aos 31 de dezembro de 1870, Bárbara partiu para o Rio de Janeiro, onde assumiu a Escola Doméstica, destinada a acolher moças órfãs, e aí permaneceu até um mês antes de sua morte.

### Morte
Bárbara Maix faleceu na cidade do Rio de Janeiro, no bairro do Catumbi, onde morava com quatro religiosas numa casa emprestada. Era de saúde frágil, sofria da asma e de problemas cardíacos. No dia 17 de março de 1873, sentiu-se mal após a missa, e acompanhada por uma religiosa, sentou-se em sua cadeira de braços onde muitas vezes passava as noites nos momentos de crise, e faleceu com um sorriso nos lábios, um sorriso de paz. Tinha 54 anos, sua fé foi imbatível. Deixou o perdão como herança, e a todos o perfume da sua santidade.
A partir de então suas acusadoras começaram a reconhecer suas virtudes e penitenciar-se pelo mal cometido contra ela. Algum tempo após sua morte foram encontradas entre suas correspondências, as cartas datadas de 1872, e que Madre Jacinta havia escrito às autoridades eclesiásticas e ao Imperador contando toda a verdade sobre o acontecido e retratando-se, pedindo perdão à fundadora. Madre Bárbara guardara estas cartas, que depois de lidas pelas autoridades lhe foram entregues, para evitar a humilhação de suas seguidoras perante a Igreja e o governo Imperial.
Em 1957 seus restos mortais foram transladados para Porto Alegre onde se encontram na Capela São Rafael, no centro da capital.

## Beatificação

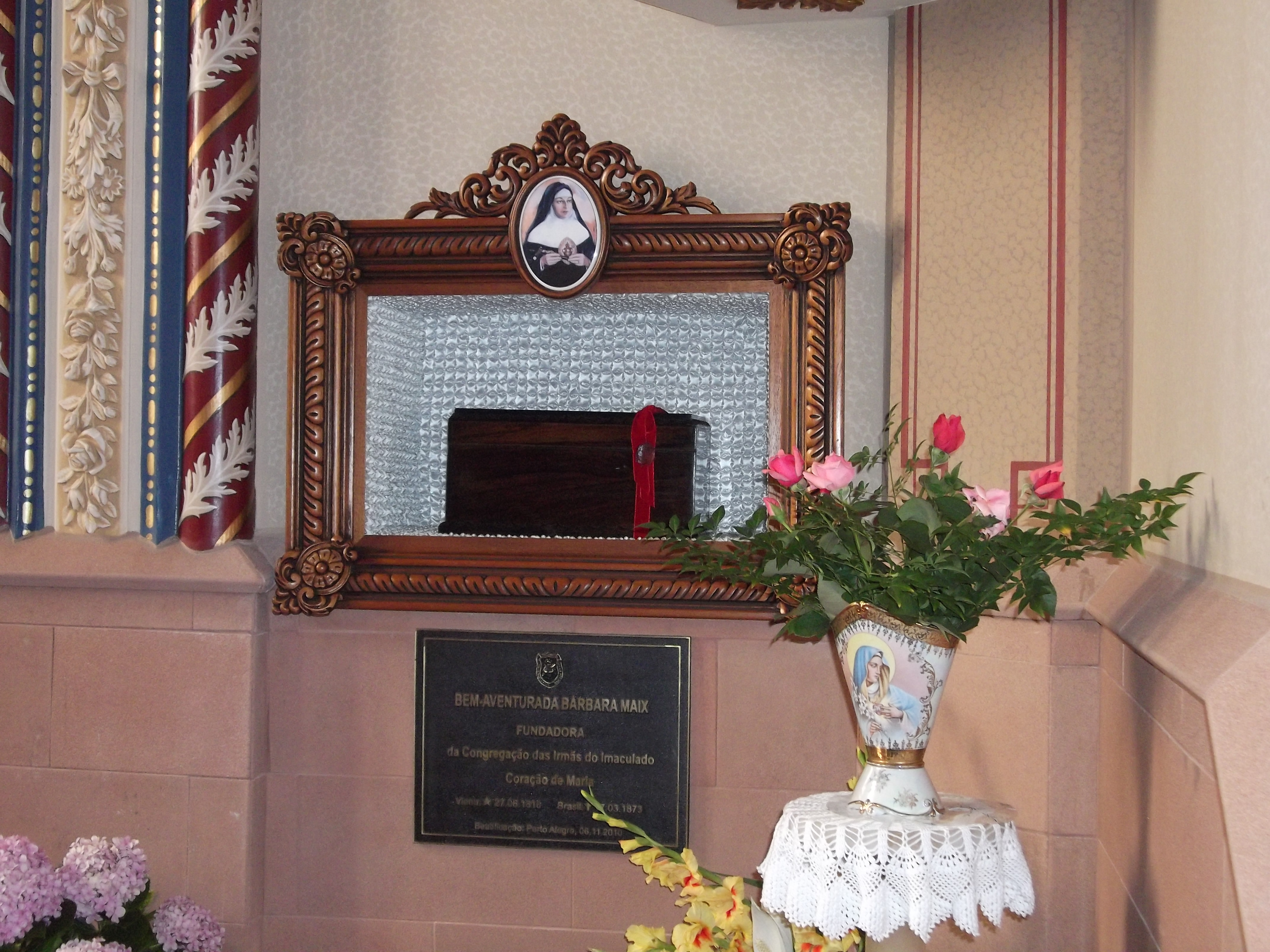
Seu túmulo localizado na Capela São Rafael, em Porto Alegre

Seu processo de beatificação foi iniciado, em fase diocesana, no ano de 1993. 
Em 29 de abril de 2003 teve a aprovação da comissão histórica da Congregação para a Causa dos Santos. O decreto que reconheceu suas virtudes heroicas foi emitido aos 3 de julho de 2008; e o decreto do milagre aprovado no dia 27 de março de 2010, em um consistório presidido pelo Papa Bento XVI. Milagre este que ocorreu no interior do Rio Grande do Sul em uma região próxima a Caxias do Sul, quando no dia 10 de julho de 1944 um menino, Onorino Ecker, de quatro anos de idade sofreu queimaduras de terceiro grau quando brincava com seus irmãos.
O menino foi levado, a pé, para o hospital, localizado em Santa Lúcia do Piaí que ficava cerca de 15 km de sua casa. Durante a sua internação sofreu convulsões e os médicos davam seu caso como perdido, restando apenas um milagre para o tirar daquela situação. Foi quando uma enfermeira e também freira da Congregação das Irmãs do Imaculado Coração de Maria iniciou junto com os pais do menino uma novena pedindo a intercessão da fundadora Bárbara Maix. A criança foi se recuperando milagrosamente e no dia 25 do mesmo mês, o menino recebeu alta do hospital totalmente curado.
Foi beatificada no dia 6 de novembro de 2010, na cidade de Porto Alegre (primeira beatificação na capital gaúcha) em celebração presidida pelo arcebispo metropolitano Dom Dadeus Grings. O Decreto de Beatificação foi lido pelo Núncio Apostólico no Brasil, Dom Lorenzo Baldisseri).